# Joseph Bonaparte Gulf
Der Joseph Bonaparte Gulf (deutsch Joseph-Bonaparte-Golf) ist eine 320 km breite und 60 km tief eingeschnittene Meeresbucht der Timorsee im Norden von Australien. Sein westlicher Teil begrenzt die östlichen Kimberleys (Bundesstaat Western Australia), der östliche die südwestlichen Küsten des Northern Territory.
Benannt ist er nach Joseph Bonaparte, dem ältesten Bruder Napoleon Bonapartes. Oft wird er in Australien nur als Bonaparte Gulf bezeichnet.
Westlichster Punkt ist Cape Londonderry, östlichster das Naturschutzgebiet Daly River Reserve um den Mount Greenwood (175 m). Es ist umstritten, ob das Ende bei Cape Scott oder Point Blaze anzusetzen ist, das heißt ob die Anson Bay mit eingeschlossen ist.
Größte Zuflüsse in den Josephe Bonaparte Gulf sind Pentecost River, Ord River, Victoria River und Fitzmaurice River.
Einzige Hafenstadt ist Wyndham am Cambridge Gulf, welcher seinerseits eine tief eingeschnittene Bucht des Joseph Bonaparte Gulf ist.
Ein zweiter Ort ist die Aboriginal-Gemeinde Wadeye am Südrand des Daly River Reserve. Eine unbefestigte Straßenanbindung besteht mit Genehmigung zur Trockenzeit. Die übrigen Küsten des Joseph Bonaparte Gulf sind nicht zugänglich.